# الأرمن في الإمارات العربية المتحدة
يشير الأرمن في دولة الإمارات العربية المتحدة إلى الأشخاص من العرق الأرمني الذين يعيشون في الإمارات العربية المتحدة. يبلغ عددهم نحو خمسة آلاف.
يعيش الأرمن بشكل رئيسي في دبي والشارقة وأبو ظبي.
وقد تم افتتاح أول كنيسة للأرمن في الإمارات العربية المتحدة  في الشارقة في عام 1998

## روابط خارجية
سفارة أرمينيا في دولة الإمارات العربية المتحدة
سفارة دولة الإمارات العربية المتحدة في أرمينيا